# The Saint’s Magic Power Is Omnipotent
The Saint’s Magic Power Is Omnipotent (jap. 聖女の魔力は万能です Seijo no maryoku wa bannō desu) – seria light novel napisana przez Yukę Tachibanę i ilustrowana przez Yasuyuki Syuri, publikowana od 2016 roku w serwisie Shōsetsuka ni narō. Później została przejęta przez wydawnictwo Fujimi Shobō, które wydaje ją pod imprintem Kadokawa Books od lutego 2017.
Adaptacja w formie mangi z ilustracjami Fujiazuki ukazuje się w magazynie internetowym „ComicWalker” wydawnictwa Kadokawa Shoten od lipca 2017.
Na podstawie powieści studio Diomedéa wyprodukowało serial anime, który emitowany był od kwietnia do czerwca 2021. Drugi sezon emitowano od października do grudnia 2023.

## Fabuła
Pracownica biurowa, Sei Takanashi, zostaje przeniesiona do magicznego świata Salutanii bez możliwości powrotu do domu. Rytuał, który ją przywołał, miał na celu wyłonienie „świętej” zdolnej do wypędzenia mrocznej magii, lecz zamiast jednej osoby, zostały przyzwane dwie. Książę koronny wybrał jednak drugą „świętą”. Nie zrażona tym, Sei dąży do realizacji własnych celów i postanawia zostać badaczką w Instytucie Badawczym Flory Medycznej, placówce znanej z badań nad ziołami i eliksirami. Podczas oddawania się swojej najnowszej pasji, Sei ma fatalne spotkanie z dowódcą Trzeciego Zakonu Rycerskiego. Nie wie jednak, że jej zdolności świętej będą nadal wywierać wpływ na jej nowe życie.

## Bohaterowie
- Sei Takanashi (jap. 小鳥遊 聖 Takanashi Sei)

Seiyū: Yui Ishikawa 
- Albert Hawke (jap. アルベルト Aruberuto Hōku)

Seiyū: Takahiro Sakurai 
- Johan Valdec (jap. ヨハン・ヴァルデック Yohan Vuarudekk)

Seiyū: Takuya Eguchi 
- Yuri Dreves (jap. ユーリ・ドレヴェス Yūri Dorevuesu)

Seiyū: Yūsuke Kobayashi 
- Jude (jap. ジュード Jūdo)

Seiyū: Taku Yashiro 
- Erhart Hawke (jap. エアハルト・ホーク Eaharuto Hōku)

Seiyū: Yūichirō Umehara 
- Elizabeth Ashley (jap. エリザベス・アシュレイ Erizabesu Ashurei)

Seiyū: Reina Ueda 
- Aira Misono (jap. 御園 愛良 Misono Aira)

Seiyū: Kana Ichinose 
- Kyle Salutania (jap. カイル・スランタニア Kairu Surantania)

Seiyū: Jun Fukuyama 
- Rain Salutania (jap. レイン・スランタニア Rein Surantania)

Seiyū: Aoi Ichikawa 
- Siegfried Salutania (jap. ジークフリート・スランタニア Jīkufurīto Surantania)

Seiyū: Jin Yamanoi 
- Dominic Goltz (jap. ドミニク・ゴルツ Dominiku Gorutsu)

Seiyū: Akio Kato 
- Damian Goltz (jap. ダミアン・ゴルツ Damian Gorutsu)

Seiyū: Haruki Ishiya 
- Corrina (jap. コリンナ Korinna)

Seiyū: Mami Koyama 
- Leonhardt (jap. レオンハルト Satoshi Hino)

Seiyū: Satoshi Hino 

## Light novel
Yuka Tachibana rozpoczęła publikację powieści w 2016 roku za pośrednictwem serwisu Shōsetsuka ni narō. Później seria została przejęta przez wydawnictwo Fujimi Shobō, które wydaje ją jako light novel pod imprintem Kadokawa Books od 10 lutego 2017. Według stanu na 10 marca 2023, do tej pory opublikowano 9 tomów.
| Nr | Data wydania (język japoński) | ISBN (język japoński)  |
| -- | ----------------------------- | ---------------------- |
| 1  | 10 lutego 2017                | ISBN 978-4-04-072185-9 |
| 2  | 8 września 2017               | ISBN 978-4-04-072366-2 |
| 3  | 10 października 2018          | ISBN 978-4-04-072616-8 |
| 4  | 10 maja 2019                  | ISBN 978-4-04-072617-5 |
| 5  | 10 lutego 2020                | ISBN 978-4-04-073488-0 |
| 6  | 10 września 2020              | ISBN 978-4-04-073489-7 |
| 7  | 8 maja 2021                   | ISBN 978-4-04-073489-7 |
| 8  | 10 marca 2022                 | ISBN 978-4-04-074370-7 |
| 9  | 10 marca 2023                 | ISBN 978-4-04-074787-3 |

## Manga
Adaptacja w formie mangi z ilustracjami Fujiazuki ukazuje się w magazynie internetowym „ComicWalker” od 31 lipca 2017. Następnie wydawnictwo Kadokawa Shoten rozpoczęło zbieranie rozdziałów do wydań w formacie tankōbon, których pierwszy tom ukazał się 5 lutego 2018. Według stanu na 14 grudnia 2023, do tej pory wydano 9 tomów.
| Nr | Data wydania (język japoński) | ISBN (język japoński)  |
| -- | ----------------------------- | ---------------------- |
| 1  | 5 lutego 2018                 | ISBN 978-4-04-069683-6 |
| 2  | 5 października 2018           | ISBN 978-4-04-069988-2 |
| 3  | 5 lipca 2019                  | ISBN 978-4-04-065804-9 |
| 4  | 5 lutego 2020                 | ISBN 978-4-04-064372-4 |
| 5  | 5 października 2020           | ISBN 978-4-04-064885-9 |
| 6  | 5 czerwca 2021                | ISBN 978-4-04-680463-1 |
| 8  | 16 grudnia 2022               | ISBN 978-4-04-681514-9 |
| 9  | 14 grudnia 2023               | ISBN 978-4-04-682585-8 |

Spin-off z ilustracjami autorstwa Aoagu, zatytułowany Seijo no maryoku wa bannō desu: Mō hitori no seijo, ukazuje się w magazynie internetowym „ComicWalker” od 5 października 2020.
| Nr | Data wydania (język japoński) | ISBN (język japoński)  |
| -- | ----------------------------- | ---------------------- |
| 1  | 5 kwietnia 2021               | ISBN 978-4-04-680380-1 |
| 2  | 3 grudnia 2021                | ISBN 978-4-04-680944-5 |
| 3  | 16 września 2022              | ISBN 978-4-04-681515-6 |
| 4  | 14 września 2023              | ISBN 978-4-04-682587-2 |

## Anime
7 września 2020 wydawnictwo Kadokawa ogłosiło, że seria otrzyma adaptację w formie anime. Później ujawniono, że będzie to seria telewizyjna zanimowana przez studio Diomedéa. Reżyserem został Shōta Ihara, prace nad scenariuszem nadzorował Wataru Watari, postacie zaprojektował Masakazu Ishikawa, muzykę skomponował Kenichi Kuroda, rolę zaś producenta muzycznego pełniła Aira Yūki. Serial był emitowany od 6 kwietnia do 22 czerwca 2021 w stacjach AT-X, Tokyo MX, MBS i BS11. Licencję na dystrybucję serii nabyło Funimation. Po przejęciu Crunchyroll przez Sony seria została przeniesiona do tegoż serwisu.
9 marca 2022 roku ogłoszono, że serial otrzyma drugi sezon. Emisja rozpoczęła się 3 października i zakończyła 19 grudnia 2023.

### Ścieżka dźwiękowa
| Sezon          | Tytuł                 | Wykonawcy   | Źródło   |
| Czołówka       | Czołówka              | Czołówka    | Czołówka |
| -------------- | --------------------- | ----------- | -------- |
| 1              | „Blessing”            | Aira Yūki   | [ 39 ]   |
| 2              | „Semisweet Afternoon” | Aira Yūki   | [ 38 ]   |
| Napisy końcowe |                       |             |          |
| 1              | „Page for Tomorrow”   | NOW ON AIR  | [ 39 ]   |
| 2              | „Lilac Melody”        | Aina Suzuki | [ 38 ]   |

### Lista odcinków
| №  | Tytuł                       | Reżyseria                  | Scenariusz    | Premiera         |
| -- | --------------------------- | -------------------------- | ------------- | ---------------- |
| 1  | Summoning Shōkan (召喚)     | Shōta Ihata                | Shōta Ihata   | 6 kwietnia 2021  |
| 2  | Companionship Shinkō (親交) | Ageha Kochōran             | Wataru Watari | 13 kwietnia 2021 |
| 3  | Capital Ōto (王都)          | Ageha Kochōran             | Sō Sagara     | 20 kwietnia 2021 |
| 4  | Miracle Kiseki (奇跡)       | Shōta Ihata                | Jakuson Ō     | 27 kwietnia 2021 |
| 5  | Appraisal Kantei (鑑定)     | Ageha Kochōran             | Jakuson Ō     | 4 maja 2021      |
| 6  | Lady Shukujo (淑女)         | Ageha Kochōran Shōta Ihata | Jakuson Ō     | 11 maja 2021     |
| 7  | Interlude Shōkan (章間)     | Shingo Tamaki              | Wataru Watari | 18 maja 2021     |
| 8  | Awakening Kakusei (覚醒)    | Shōta Ihata                | Sō Sagara     | 25 maja 2021     |
| 9  | Saint Seijo (聖女)          | Ageha Kochōran             | Wataru Watari | 1 czerwca 2021   |
| 10 | Diary Nikki (日記)          | Shingo Tamaki              | Sō Sagara     | 8 czerwca 2021   |
| 11 | Predicament Kyūchi (窮地)   | Shōta Ihata                | Wataru Watari | 15 czerwca 2021  |
| 12 | Return Kikan (帰還)         | Shōta Ihata                | Wataru Watari | 22 czerwca 2021  |

## Odbiór
Recenzując pierwszy odcinek anime, recenzenci z Anime News Network wystawili serii mieszane oceny, średnio 3 gwiazdki na 5, krytykując generyczną oprawę i pospieszne tempo akcji pierwszego odcinka, jednocześnie chwaląc jakość animacji i potencjał rozwoju fabuły. Zauważyli również, że pomimo tego, iż główna bohaterka nie dostała wiele okazji do rozwoju postaci w pierwszym odcinku, jej projekt jako dojrzalszej kobiety po dwudziestce, zamiast bardziej powszechnej nastolatki, jest interesujący.